# Биргир Боргтоурссон
Биргир Тоур Боргтоурссон (исл. Birgir Þór Borgþórsson; род. 2 ноября 1958) — исландский тяжелоатлет и пауэрлифтер. Участник летних Олимпийских игр 1980 года.

## Биография
Биргир Боргтоурссон родился 2 ноября 1958 года.
Начал заниматься тяжёлой атлетикой в 13-летнем возрасте. С 1977 года приступил к профессиональным тренировкам.
В 1980 году вошёл в состав сборной Исландии на летних Олимпийских играх в Москве. В весовой категории до 100 кг занял 12-е место, подняв в сумме двоеборья 330 кг (147,5 кг в рывке + 182,5 кг в толчке) и уступив 65 кг завоевавшему золото Оте Зарембе из Чехословакии. Был знаменосцем сборной Исландии на церемонии открытия Олимпиады.
Также выступал в национальных соревнованиях по пауэрлифтингу.
По окончании выступлений работал кассиром. Входил в руководство Исландской ассоциации тяжёлой атлетики.